# Mistrzostwa Świata U-21 w Rugby Union Mężczyzn 1998
Mistrzostwa Świata U-21 w Rugby Union Mężczyzn 1998 – czwarte mistrzostwa świata U-21 w rugby union mężczyzn zorganizowane przez SANZAR i UAR, które odbyły się w RPA w dniach 6–18 lipca 1998 roku.
W zawodach po raz pierwszy wystąpiła Anglia, na udział nie zdecydowała się jednak Francja. Argentyńczycy po raz pierwszy w historii wygrali z nowozelandzką drużyną i byli bliscy końcowego triumfu. Do zwycięstwa w turnieju, mając wysoki dodatni bilans punktów, wystarczała im nawet przegrana przy założeniu, że Australijczycy nie zdobędą w meczu z nimi bonusowego punktu za zdobycie czterech przyłożeń. Na kilka minut przed końcem tego spotkania Brendan Williams zdobył czwarte przyłożenie dla Australii, która zakończyła mecz wynikiem 24:7 triumfując jednocześnie w całych zawodach.

## Mecze
| 6 lipca 1998 | Australia U-21 | 24:3 | Anglia U-21 | Danie Craven Stadium, Stellenbosch |
| 6 lipca 1998 |                | 24:3 |             | Danie Craven Stadium, Stellenbosch |

| 6 lipca 199819:15 | Argentyna U-21 | 41:6 | Południowa Afryka U-21 | Danie Craven Stadium, Stellenbosch |
| 6 lipca 199819:15 |                | 41:6 |                        | Danie Craven Stadium, Stellenbosch |

| 8 lipca 199819:15 | Argentyna U-21 | 12:11 | Nowa Zelandia U-21 | UWC Stadium, Kapsztad Sędzia: Eugene Daniels |
| 8 lipca 199819:15 |                | 12:11 |                    | UWC Stadium, Kapsztad Sędzia: Eugene Daniels |

| 8 lipca 1998 | Południowa Afryka U-21 | 41:12 | Anglia U-21 | UWC Stadium, Kapsztad |
| 8 lipca 1998 |                        | 41:12 |             | UWC Stadium, Kapsztad |

| 11 lipca 1998 | Nowa Zelandia U-21 | 93:7 | Anglia U-21 | Boland Stadium, Wellington |
| 11 lipca 1998 |                    | 93:7 |             | Boland Stadium, Wellington |

| 11 lipca 1998 | Południowa Afryka U-21 | 15:15 | Australia U-21 | Boland Stadium, Wellington |
| 11 lipca 1998 |                        | 15:15 |                | Boland Stadium, Wellington |

| 15 lipca 199813:15 | Argentyna U-21 | 49:6 | Anglia U-21 | UWC Stadium, Kapsztad Sędzia: David Begg |
| 15 lipca 199813:15 |                | 49:6 |             | UWC Stadium, Kapsztad Sędzia: David Begg |

| 15 lipca 1998 | Australia U-21 | 6:0 | Nowa Zelandia U-21 | UWC Stadium, Kapsztad |
| 15 lipca 1998 |                | 6:0 |                    | UWC Stadium, Kapsztad |

| 18 lipca 199813:15 | Australia U-21 | 24:7 | Argentyna U-21 | UWC Stadium, Kapsztad Sędzia: Eugene Daniels |
| 18 lipca 199813:15 |                | 24:7 |                | UWC Stadium, Kapsztad Sędzia: Eugene Daniels |

| 18 lipca 1998 | Południowa Afryka U-21 | 18:16 | Nowa Zelandia U-21 | UWC Stadium, Kapsztad |
| 18 lipca 1998 |                        | 18:16 |                    | UWC Stadium, Kapsztad |